# Paroligia glaucostigma
Paroligia glaucostigma är en fjärilsart som beskrevs av George Francis Hampson 1894. Paroligia glaucostigma ingår i släktet Paroligia och familjen nattflyn. Inga underarter finns listade i Catalogue of Life.